# Propebela viridulum
Propebela viridulum é uma espécie de gastrópode do gênero Propebela, pertencente a família Conidae.